# Pohár mistrů evropských zemí 1959/1960
Sezóna 1959/60 byla pátým ročníkem Poháru mistrů evropských zemí. Jejím vítězem se stal španělský klub Real Madrid, který tak získal pátý titul v řadě.

## Předkolo
| Domácí v 1. zápase         | Celkem   | Hosté v 1. zápase          | 1. zápas | 2. zápas |
| -------------------------- | -------- | -------------------------- | -------- | -------- |
| Nice                       | 4–3      | Shamrock Rovers            | 3–2      | 1–1      |
| Eintracht Frankfurt        | (kont.)1 | KuPS                       | –        | –        |
| CDNA Sofia                 | 4–8      | Barcelona                  | 2–2      | 2–6      |
| Wiener Sport-Club          | 2–1      | Petrolul Ploieşti          | 0–0      | 2–1      |
| Linfield FC                | 3–7      | IFK Göteborg               | 2–1      | 1–6      |
| Jeunesse Esch              | 6–2      | ŁKS Łódź                   | 5–0      | 1–2      |
| Červená hviezda Bratislava | 4–1      | FC Porto                   | 2–1      | 2–0      |
| Olympiakos Pireus          | 3–5      | AC Milán                   | 2–2      | 1–3      |
| Fenerbahçe SK              | 4–3      | Csepel                     | 1–1      | 3–2      |
| Rangers FC                 | 7–2      | RSC Anderlecht             | 5–2      | 2–0      |
| Vorwärts Berlin            | 2–3      | Wolverhampton Wanderers FC | 2–1      | 0–2      |

Pozn.: Týmy Real Madrid, FK Crvena zvezda, Sparta Rotterdam, B 1909 a Young Boys byly nasazeny přímo do prvního kola.
1 KuPS se vzdalo účasti.

## První kolo
| Domácí v 1. zápase | Celkem | Hosté v 1. zápase          | 1. zápas | 2. zápas |
| ------------------ | ------ | -------------------------- | -------- | -------- |
| Real Madrid        | 12–2   | Jeunesse Esch              | 7–0      | 5–2      |
| Boldklubben 1909   | 2–5    | Wiener Sport-Club          | 0–3      | 2–2      |
| Sparta Rotterdam   | 4–41   | IFK Göteborg               | 3–1      | 1–3      |
| AC Milán           | 1–7    | Barcelona                  | 0–2      | 1–5      |
| Young Boys         | 2–5    | Eintracht Frankfurt        | 1–4      | 1–1      |
| Rangers FC         | 5–4    | Červená hviezda Bratislava | 4–3      | 1–1      |
| FK Crvena zvezda   | 1–4    | Wolverhampton Wanderers FC | 1–1      | 0–3      |
| Fenerbahçe SK      | 3–32   | Nice                       | 2–1      | 1–2      |

1 Sparta Rotterdam porazila IFK Göteborg 3:1 v rozhodujícím zápase na neutrální půdě.
2 Nice porazilo Fenerbahçe SK 5:1 v rozhodujícím zápase na neutrální půdě.

## Čtvrtfinále
| Domácí v 1. zápase  | Celkem | Hosté v 1. zápase          | 1. zápas | 2. zápas |
| ------------------- | ------ | -------------------------- | -------- | -------- |
| Nice                | 3–6    | Real Madrid                | 3–2      | 0–4      |
| Barcelona           | 9–2    | Wolverhampton Wanderers FC | 4–0      | 5–2      |
| Eintracht Frankfurt | 3–2    | Wiener Sport-Club          | 2–1      | 1–1      |
| Sparta Rotterdam    | 3–31   | Rangers FC                 | 2–3      | 1–0      |

1 Rangers FC porazili Spartu Rotterdam 3:2 v rozhodujícím zápaser na neutrální půdě.

## Semifinále
| Domácí v 1. zápase  | Celkem | Hosté v 1. zápase | 1. zápas | 2. zápas |
| ------------------- | ------ | ----------------- | -------- | -------- |
| Eintracht Frankfurt | 12–4   | Rangers FC        | 6–1      | 6–3      |
| Real Madrid         | 6–2    | Barcelona         | 3–1      | 3–1      |

## Finále
| 18. května 1960                                                   |        |                                       |                                                                       |
| Real Madrid                                                       | 7 – 3  | Eintracht Frankfurt                   | Hampden Park, Glasgow diváci: 127 621 rozhodčí: John Mowatt (Skotsko) |
| Alfredo Di Stéfano 27', 30', 73' Ferenc Puskás 46', 56', 60', 71' | Report | Richard Kreß 18' Erwin Stein 72', 75' | Hampden Park, Glasgow diváci: 127 621 rozhodčí: John Mowatt (Skotsko) |

## Vítěz
| Pohár mistrů evropských zemí 1959/60 Real Madrid (5. titul) Rogelio Domínguez, Marquitos, José Santamaría, Pachín, José María Vidal, José María Zárraga , Cánario, Luis del Sol, Alfredo Di Stéfano, Ferenc Puskás, Francisco Gento Trenér: Miguel Muñoz |